# Lodève
Lodève (occitană Lodeva) este un oraș în sudul Franței, sub-prefectură a departamentului Hérault, în regiunea Languedoc-Roussillon. 